# Hanna Midtsundstad
Hanna Midtsundstad, née le 22 septembre 1999, est une coureuse norvégienne du combiné nordique. Elle a été active en saut à ski également.

## Biographie
Hanna Midtsundstad, licenciée au club Vaaler IL, prend part à des compétitions internationales pour les jeunes, à partir de 2014. Les compétitions de combiné n'étant pas nombreuses, elle est engagée dans des épreuves internationales de saut à ski telles que la Coupe continentale, obtenant au mieux une treizième place en décembre 2015. En 2016, elle est la première championne de Norège de combiné nordique.
En décembre 2020, à l'occasion de la première course de l'histoire de la Coupe du monde féminine de combiné nordique à Ramsau en décembre 2020, elle se classe onzième.

## Palmarès en combiné nordique

### Coupe du monde
- Meilleur résultat : 11e.

#### Différents classements en Coupe du monde
| Année     | Classement général final |
| 2020-2021 | 11e                      |
| 2021-2022 | 26e                      |
| 2022-2023 | 38e                      |

### Coupe continentale
- Meilleur classement général : 12e en 2018 et 2020.

Palmarès à l'issue de la saison 2019-2020.

### Championnats de Norvège
- Championne en Gundersen en 2016 (hiver).
- Championne en Gundersen en 2017 (été).